# Ішії Сатоші
Іші́ї Сато́ші (яп. 石井 慧, 19 грудня 1986) — японський спортсмен, дзюдоїст і боєць змішаного стилю. Олімпійський чемпіон з дзюдо (2008 рік). Срібний призер Азійських ігор з дзюдо (2006 рік). Чемпіон Японії з дзюдо (2006, 2008 роки).
Майстер дзюдо (чорний пояс, 5-й дан) та бразильського дзюдзюцу (чорний пояс).

## Виступи на світовому рівні

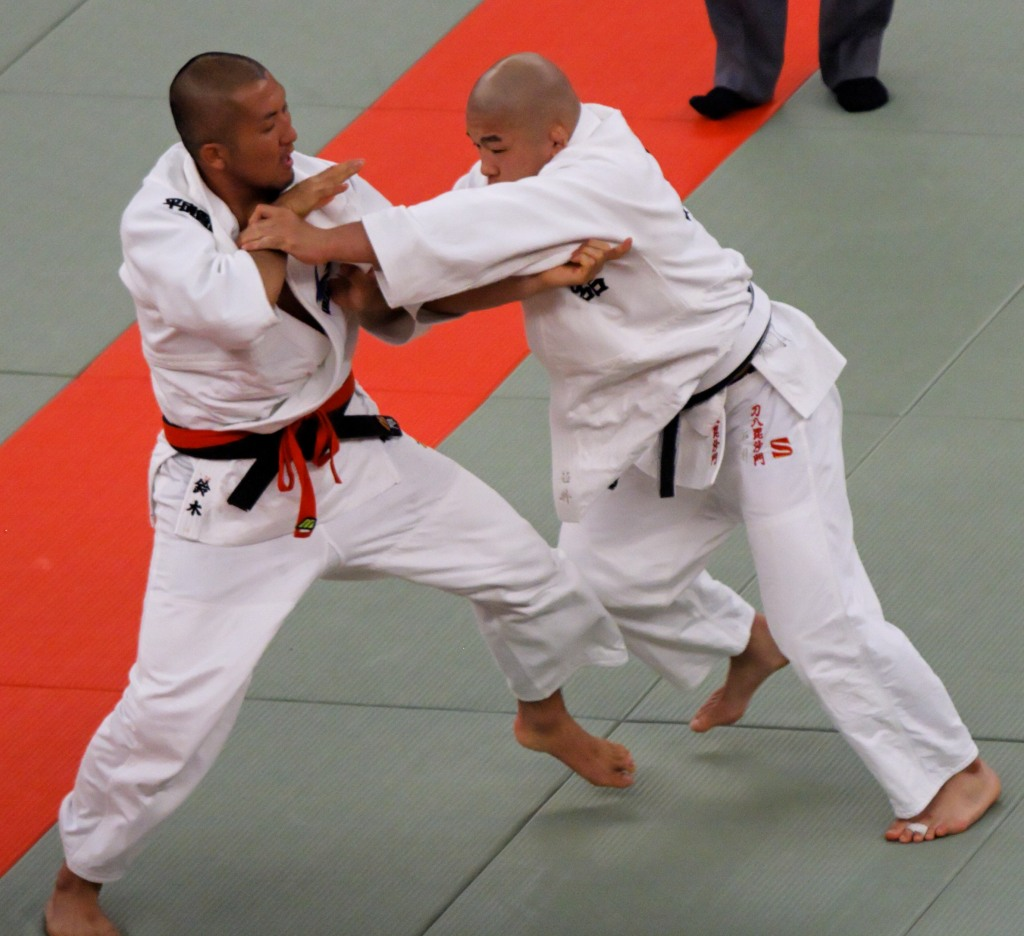
Фінал чемпіонату Японії з дзюдо, 2008 рік. Олімпійський чемпіон 2004 року Кеідзі Сузукі проти олімпійського чемпіона 2008 року Ішії Сатоші.

| Подія                         | Дисципліна                       | Місце |
| ----------------------------- | -------------------------------- | ----- |
| Олімпійські ігри (Пекін 2008) | Дзюдо, важка вага (понад 100 кг) |       |
| Азійські ігри (Доха 2006)     | Дзюдо, важка вага (понад 100 кг) |       |